# 米里哀主教
夏尔·弗朗索瓦·卞福汝·米里哀主教（法語：Évêque Charles-François-Bienvenu Myriel，1739年—1821年），又稱卞福汝主教，是法國作家維克多·雨果創作的小說《悲慘世界》中的虛構角色。性格善良仁慈，樂於幫助下階層的窮苦人民，於1806年起就任法國迪涅主教。苦役犯尚萬強受到他的感化而得以改邪歸正。

## 小說中的米里哀主教
在《悲惨世界》小說裡，最先登場的就是米里哀主教。他共有兩個兄弟及一個妹妹。他的父親是艾克斯城法院的執事，在米里哀不到二十歲時就讓他結婚；1789年因革命爆發，米里哀流亡至義大利，其妻死於肺病。當米里哀回國之後，已成為一名教士。
1804年年事已高的米里哀當上布里尼奧勒的堂區神父，因一天偶與當時的法蘭西第一共和國督政府終身執政拿破崙相遇，使他躍昇為迪涅主教。米里哀帶著妹妹巴蒂斯汀小姐和老女管家瑪格洛太太赴任，在公務之餘，他忙著探視病人、救濟窮人、調解糾紛，將自己的國家俸祿、車馬費等收入都用在慈善事業上。
米里哀主教住家的房門永不上鎖，讓所有人在任何時候都可以推門進來，他表示：「醫生的門永遠不應關閉，教士的門永遠應當敞開。」

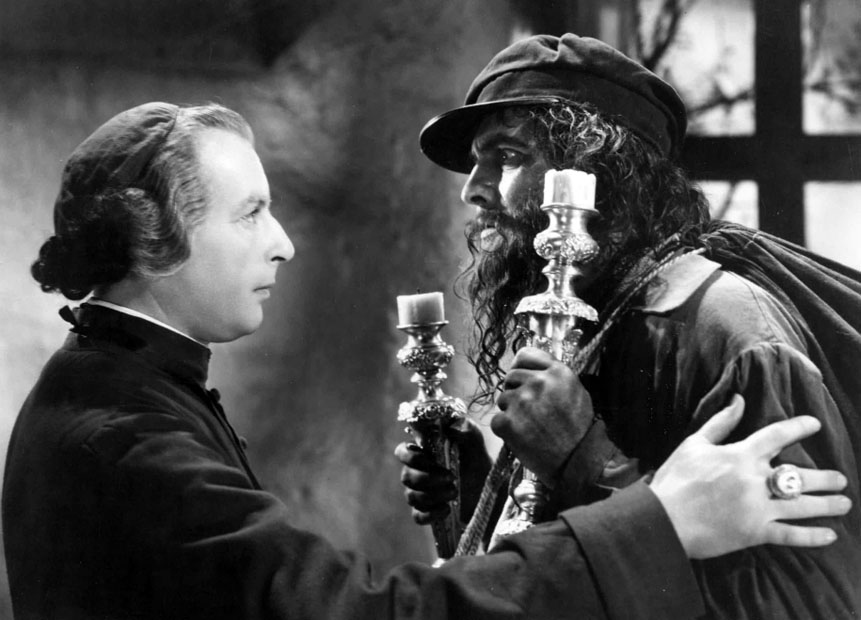
1935年電影《悲慘世界》的劇照，米里哀主教（Cedric Hardwicke飾演）開導尚萬強。

1815年，剛出獄的尚萬強來到迪涅城，沒有一個人肯接待曾是苦役犯的他，但一名老太婆指引他去找米里哀主教。米里哀主教不僅熱情留宿尚萬強，而且還用銀餐具招待他。當晚尚萬強在內心掙扎之下偷了銀餐具落跑。次日，米里哀主教發現銀餐具被偷後不僅沒有生氣，反而表示「我不該占用那些銀器這麼久，那本來就是屬於窮人的。」隨後尚萬強被警察逮捕，押至主教家裡，但米里哀主教卻說銀器都是他送給尚萬強的，還當場將兩枚銀燭台也一併送給尚萬強；最後他對尚萬強鄭重地說：「您不再屬於惡的一方，而屬於善的一方了。我把您的靈魂從邪惡的念頭和沉淪的思想中贖回後，交給上帝了。」尚萬強受到米里哀主教很大的影響，此後便改邪歸正，輾轉成為蒙特洛伊的市長。
晚年的米里哀主教雙目失明，於1821年初逝世，享年82歲。尚萬強在得知此一訊息後便換上黑服為米里哀主教服喪。

## 原型
角色米里哀主教在現實中的原型常被認為是跟雨果同時期的卞福汝·米奥利斯主教，他也曾擔任過迪涅主教:166。

## 改編
- 在1935年《悲慘世界》電影版裡，由Cedric Hardwicke扮演米里哀主教。
- 在2013年上映的電影《悲慘世界》裡，由寇姆·威爾金森飾演米里哀主教[3]。

## 外部連結
- IMDb上米里哀主教 （页面存档备份，存于）的資料（英文）